# Corbiculoidea
Super-famille
Corbiculoidea est une super-famille de mollusques bivalves.

## Liste desfamilles
Selon ITIS (30 avr. 2010) :
- Corbiculidae
- Pisidiidae

Selon NCBI (30 avr. 2010) :
- famille Corbiculidae
- famille Sphaeriidae